# Фор Бояр
Форт Бояр (на френски: Fort Boyard /fɔʁ bwa'jar/, „Фор Буаяр“; понякога се транслитерира като Бойяр, Бойярд или Боярд) е каменна крепост, разположена на остров в Атлантически океан край бреговете на град Ла Рошел, Франция, в пролива Антиош, между островите Ил д’Екс и Олерон. Строителството ѝ е започнало през 1801 г. и е завършено през 1857 г. През 1990-те години фортът придобива широка известност благодарение на провежданото в него едноименно шоу.

## Характеристики
Крепостта е около 68 m дълга и широка 31 m. Стените на заграждението достигат 20 m височина. Тя е построена върху пясъчен нанос в плитчина, заливан от приливите. От 1950 г. е включена в списъка на историческите паметници на Франция.

## Устройство на форта
Форт Бояр има 3 главни нива. На тези нива са разположени балкони, коридори и килии. Килите във форта са над 70. Наречени са така заради малкия им размер и минималното обзавеждане. През XIX век в килиите са живели членовете на гарнизона на форта, а също там са се пазели оръжието и хранителните запаси. Понастоящем в килиите се намират различните механизми, използвани по време на игрите, а също техническото оборудване, необходимо за провеждане на шоуто.
На покрива на форта обикновено се провеждат състезания по ходене на въже, също така над последното ниво на форта е разположена малка кула, служеща за наблюдателен пункт.